# Camptodactylie
 (janvier 2010).
Si vous disposez d'ouvrages ou d'articles de référence ou si vous connaissez des sites web de qualité traitant du thème abordé ici, merci de compléter l'article en donnant les références utiles à sa vérifiabilité et en les liant à la section « Notes et références ».

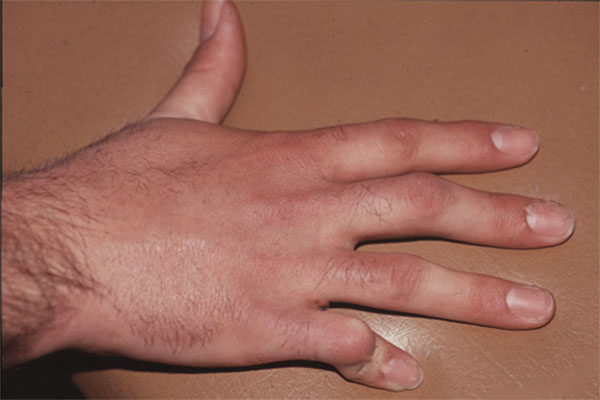
Camptodactylie congénitale du 5e doigt (petit doigt).

La camptodactylie désigne (en médecine) la flexion irrégulière d'un ou de plusieurs doigts.
D'origine génétique ou non, elle apparait au cours de certaines affections neuromusculaires (ex : arthrogrypose).
Elle touche le plus souvent l'auriculaire. 

Elle peut être d'origine génétique ; c'est l'une des malformations congénitales de la main, qui toucherait en France jusqu’à 1 % de la population, souvent familiale et bilatérale.
Cette flexion irrégulière, due à des muscles extenseurs (trop faibles) et des fléchisseurs (trop courts) n'est pas grave en soi, mais n'est pas passagère. « La flexion de l’articulation IPP (articulation du milieu) peut atteindre 90°. L’extension peut la plupart du temps être acquise lorsque l’on fléchit la MP (articulation de la base du doigt) ».

## Typologies
On peut notamment distinguer :
- L'arthrogrypose ; C'est un syndrome qui peut être congénital apparaissant parfois in utero (dans le ventre de la mère, durant la grossesse).  
La transmission est autosomique dominante (un seul des deux parents portant l'anomalie génétique suffit pour que l'enfant développe la maladie).
Le patient présente  (plus ou moins symétriquement) des articulations raides, plutôt en flexion (fermeture). 
Ce syndrome peut aussi résulter de certaines infections comme des syndromes avec rigidité de la peau :
  - syndrome d'Esterly et Mac Kusick
  - syndrome de trismus pseudo-camptodactylie (le patient ne peut tout à fait ouvrir la bouche).

- Le syndrome de Freeman-Sheldon (ou syndrome du siffleur ou syndrome carpotarsien ; Il touche des enfants dont à intelligence normale, mais dont la bouche est anormalement étroite, avec des plis profonds sur le menton, des yeux enfoncés et rapprochés (blépharophimosis ; fente palpébrale courte ou absente avec recouvrement d'une paupière par l'autre (la fente palpébrale est l'espace, la fissure normale qui sépare les deux paupières, au coin de l'œil, côté nez), avec déviation des doigts et chevauchement des orteils.

- La camptodactylie de Guadalajara ; sa spécificité est une micro-cornée (petite cornée), un coude aux mouvements limités (pour le type 1), une petite taille, des oreilles larges, une anomalie des rotules et du pubis (pour le type 2).

## Traitement
- attelles d’extension[1] ;
- kinésithérapie[1];
- traitement chirurgical (rarement pratiqué, car source possible de raideur post-opératoire et parce que souvent la fonction du doigt est conservée, avec une gêne peu importante[1]).